# Horst Seehofer

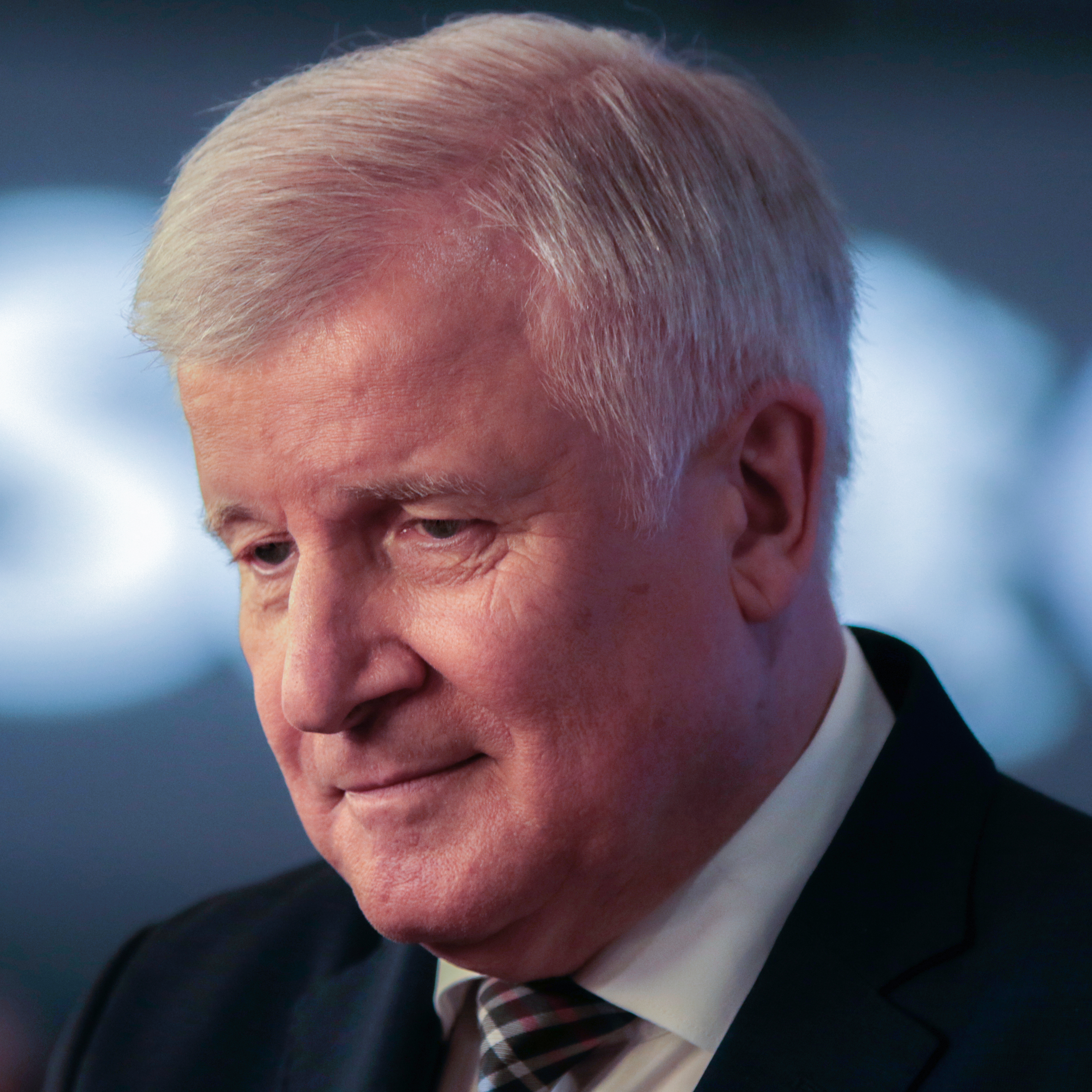
Horst Seehofer (2019)

Horst Lorenz Seehofer (* 4. Juli 1949 in Ingolstadt) ist ein deutscher ehemaliger Politiker (CSU). Er war von 2008 bis 2019 Parteivorsitzender der CSU und ist seitdem deren Ehrenvorsitzender.
Auf Bundesebene gehörte Seehofer vier Bundesregierungen an. Er war von 1992 bis 1998 Bundesminister für Gesundheit in den Kabinetten Kohl IV und Kohl V, von 2005 bis 2008 Bundesminister für Ernährung, Landwirtschaft und Verbraucherschutz im Kabinett Merkel I und zuletzt von 2018 bis 2021 Bundesminister des Innern, für Bau und Heimat im Kabinett Merkel IV.
Auf bayerischer Landesebene war er von 2008 bis 2018 Bayerischer Ministerpräsident. In dieser Funktion war Horst Seehofer von November 2011 bis Oktober 2012 Präsident des Bundesrates. Als dieser führte er nach dem Rücktritt von Christian Wulff von Februar bis März 2012 die Amtsgeschäfte des Bundespräsidenten.
Von 1980 bis 2008 war Seehofer Mitglied des Deutschen Bundestages und von 2013 bis 2018 Mitglied des Bayerischen Landtags.

## Leben

### Herkunft und Familie

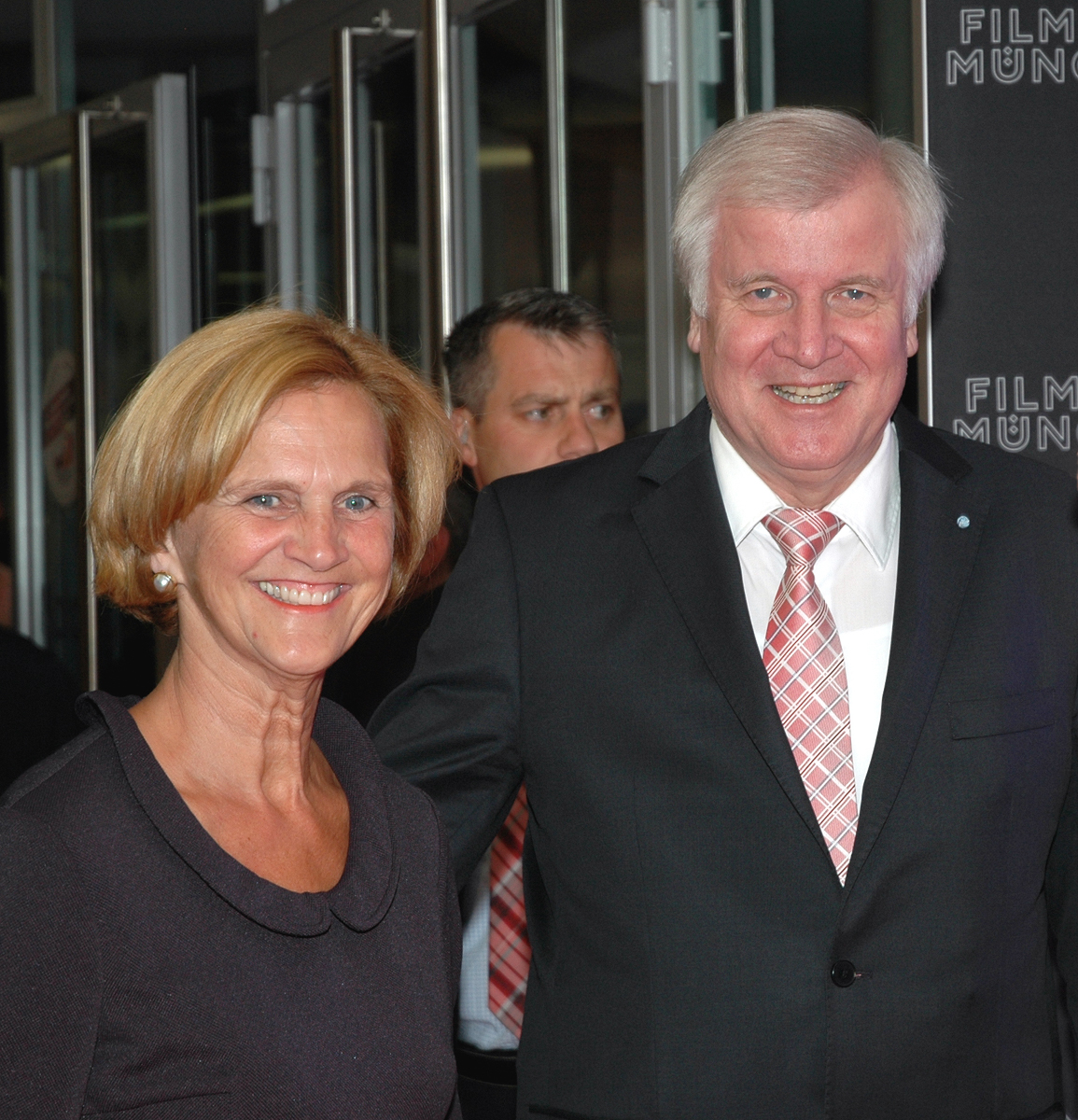
Karin und Horst Seehofer bei der Eröffnung des 32. Filmfestes München (2014)

Horst Seehofer und seine drei Geschwister wuchsen in Ingolstadt in konservativ-katholisch geprägten Familienverhältnissen auf. Sie waren Arbeiterkinder, der Vater Lorenz Seehofer war Lkw-Fahrer und Bauarbeiter, die Mutter Grete Seehofer war Hausfrau. Horst Seehofer war von 1974 bis 1982 mit Christine „Christl“ Hildegard verheiratet. Seit 1985 besteht seine zweite Ehe mit der Verwaltungsangestellten Karin Seehofer. Mit ihr hat Seehofer drei Kinder, Ulrike (* 1986), Andreas (* 1988) und die FDP-Politikerin Susanne (* 1991). Er hat eine 2007 geborene Tochter aus einer außerehelichen Beziehung mit der Büroleiterin Anette Fröhlich.
Er ist römisch-katholischer Konfession und hat seinen Wohnsitz im Ingolstädter Stadtteil Gerolfing.

### Ausbildung und berufliche Tätigkeit (1961 bis 1980)
Von 1961 bis 1965 besuchte er bis zur mittleren Reife die Freiherr-von-Ickstatt-Knabenrealschule in Ingolstadt. Anschließend absolvierte er eine Lehre zum Amtsboten (Besoldungsgruppe A 1) in der Kommunalverwaltung von Ingolstadt. In seiner Freizeit spielte er Handball beim ESV Ingolstadt. Die Verwaltungsprüfung für den mittleren Dienst bestand Seehofer 1967 an der Bayerischen Verwaltungsschule in München. 1970 stieg er als Kommunalbeamter in den gehobenen Dienst als Verwaltungsinspektor auf. Von 1974 bis 1980 war Seehofer Geschäftsführer des Planungsverbandes und des Rettungszweckverbandes der Planungsregion Ingolstadt und für die Landratsämter Ingolstadt und Eichstätt in leitender Verwaltungsfunktion beruflich tätig. Seehofer bezeichnet sich selbst als „Erfahrungsjuristen“.
1979 beendete er nebenberuflich die Verwaltungs- und Wirtschaftsakademie in München (als Jahrgangsbester) mit dem Abschluss Verwaltungs-Betriebswirt (VWA). Von 1980 bis 2014 (Erreichen des Pensionsalters) war Horst Seehofer als bayerischer Kommunalbeamter beurlaubt.

## Partei und Abgeordnetentätigkeit

### CSU-Politiker (seit 1971)
Nach seinem Eintritt in die Junge Union 1969 trat er 1971 auch in die CSU ein. Von September 1994 bis zu seiner Wahl zum Vorsitzenden der CSU im Oktober 2008 war er stellvertretender Vorsitzender der CSU. Zudem war er Vorsitzender der Arbeitnehmer-Union der CSU (CSA). Nach der Erklärung von Edmund Stoiber im Januar 2007, im September 2007 sowohl den Parteivorsitz als auch das Amt des Ministerpräsidenten abgeben zu wollen, gab Seehofer bekannt, für den Parteivorsitz kandidieren zu wollen.
In Umfragen vom Januar 2007 unter den bayerischen Wählern zu den von ihnen bevorzugten Stoiber-Nachfolgern lag Seehofer weit vorn, insbesondere nach dem Bekanntwerden von Geheimabsprachen zwischen Günther Beckstein und Erwin Huber, während Huber noch hinter Beckstein, Alois Glück, Gabriele Pauli und Joachim Herrmann zurückfiel.
Im selben Monat veröffentlichte die BILD Informationen über eine langjährige außereheliche Beziehung, in der Seehofer Vater wurde (aus seiner Ehe hatte er bereits drei Kinder). BILD begründete die Enthüllung damit, Seehofer habe sein Privatleben stets „groß plakatiert, wer es politisch einsetzt, muss sich daran messen lassen.“ Vereinzelt unterstützten andere Journalisten diese Position. Die gezielten Indiskretionen gegenüber der Bild-Zeitung wurden von anderen Medien dem internen CSU-Machtkampf zugeschrieben. Die Veröffentlichung auf dem Höhepunkt des CSU-Machtkampfes löste eine Welle der Solidarität aus. Die Berichterstattung über die Affäre und das außereheliche Kind tangierten laut einer Forsa-Umfrage in Bayern im Juni 2007 den Ruf Seehofers. 53 % der Befragten waren der Ansicht, sein Ansehen sei deswegen in den Monaten zuvor gesunken. Parteifreunde forderten Seehofer im selben Monat öffentlich auf, vor der Wahl seine privaten Verhältnisse zu ordnen; Seehofer erklärte Anfang Juli 2007, er werde bei seiner Frau bleiben. Diese Aussage sorgte für große Erleichterung in der CSU.
Auf dem Parteitag der CSU in München am 29. September 2007 unterlag er mit 39,1 % seinem Konkurrenten um den Parteivorsitz, Bayerns Wirtschaftsminister Erwin Huber, der 58,19 % der Delegiertenstimmen erhielt. Dritter Mitbewerber war die Fürther Landrätin Gabriele Pauli mit 2,5 % der Stimmen. Auf Vorschlag Hubers wurde Seehofer daraufhin mit 91,81 % als stellvertretender Parteivorsitzender wiedergewählt.

### Bundestagsabgeordneter (1980 bis 2008)
Seehofer war von 1980 bis 2008 Mitglied des Deutschen Bundestages. Von 1983 bis zu seiner Berufung zum Staatssekretär 1989 fungierte er als sozialpolitischer Sprecher der CSU-Landesgruppe. Ab Oktober 1998 war er Stellvertretender Vorsitzender der CDU/CSU-Bundestagsfraktion für die Bereiche Europa, Landwirtschaft und Umwelt. Meinungsverschiedenheiten bezüglich der von ihm abgelehnten Gesundheitsprämie in der gesetzlichen Krankenversicherung führten dazu, dass er am 22. November 2004 als stellvertretender Fraktionsvorsitzender zurücktrat. Er blieb jedoch weiterhin einer der stellvertretenden CSU-Vorsitzenden und behielt sein Mandat als Abgeordneter des Deutschen Bundestages. Seehofer ist von 1980 bis 2005 stets als direkt gewählter Abgeordneter des Wahlkreises Ingolstadt in den Bundestag eingezogen. Bei der Bundestagswahl 2005 erreichte er 65,9 % der Erststimmen; dies war das zweitbeste Ergebnis bundesweit.
Nach seiner Wahl zum Ministerpräsidenten legte Seehofer sein Bundestagsmandat mit Wirkung zum 4. November 2008 nieder.

### Ämter in Bundesministerien und Bundesregierung (1989 bis 2008)

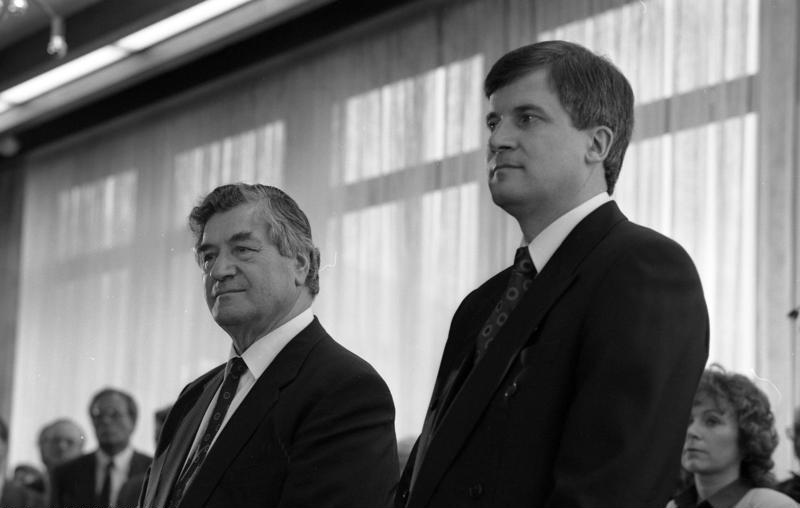
Seehofer bei der Ernennung zum Staatssekretär (1989)

Von 1989 bis 1992 war Seehofer Parlamentarischer Staatssekretär beim Bundesminister für Arbeit und Sozialordnung.

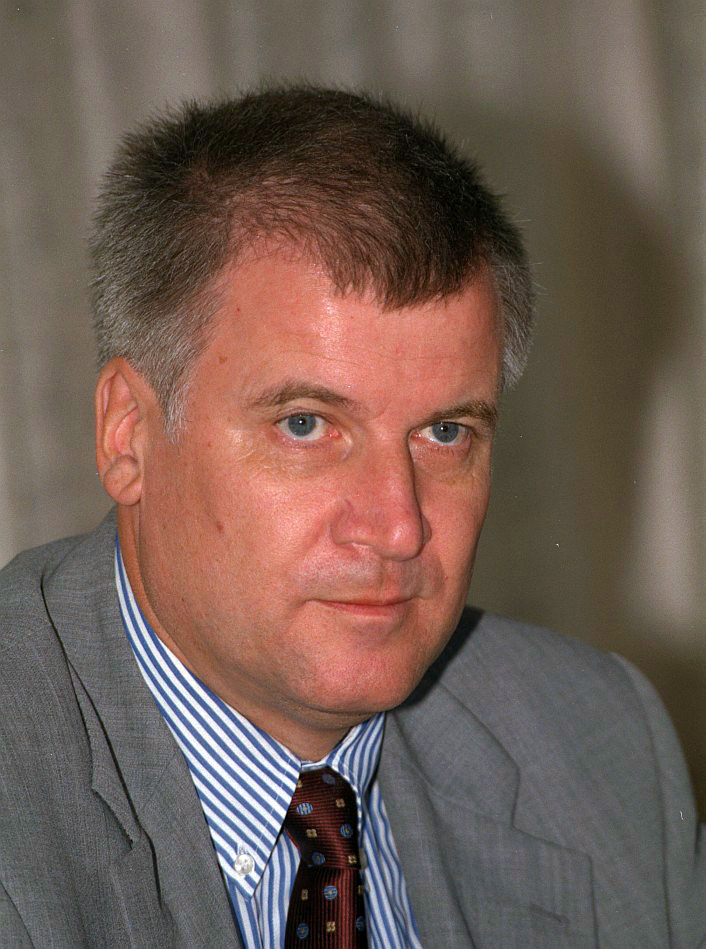
Seehofer als Bundesgesundheitsminister (1992)

Am 6. Mai 1992 wurde er als Bundesminister für Gesundheit in die von Bundeskanzler Helmut Kohl geführte Bundesregierung (Kabinett Kohl IV) berufen. Im Jahre 1993 kam es zu Kritik an Seehofer wegen der mangelnden Informationspolitik beim Problem HIV-verseuchter Blutpräparate. In diesem Zusammenhang veranlasste Seehofer 1993/94 die Auflösung des Bundesgesundheitsamtes. Als Gesundheitsminister kämpfte Seehofer während seiner gesamten Amtszeit gegen Kostensteigerungen im Gesundheitswesen und das Defizit der gesetzlichen Krankenversicherung (GKV). Das Gesundheitsstrukturgesetz, in Kraft getreten zum 1. Januar 1993, zwang das Gesundheitswesen zu einem Sparkurs und führte schon nach einem Jahr zu einer Kostensenkung von etwa 5,5 Milliarden Euro. Das Beitragsentlastungsgesetz (1996) und die GKV-Neuordnungsgesetze (1997) waren weitere Reforminitiativen Seehofers.
Nach der Bundestagswahl 1998 kam es zu einem Regierungswechsel (Kabinett Schröder I); die Amtszeit des Kabinetts Kohl V endete am 26. Oktober 1998. Im Januar 2002 erkrankte Seehofer schwer und wurde wegen einer lebensgefährlichen Myokarditis in ein Ingolstädter Krankenhaus eingeliefert. Seehofer erklärte hierzu später, er habe sich aufgrund seiner Arbeitsbelastung zu spät behandeln lassen. In der Großen Koalition, welche sich nach der Bundestagswahl 2005 bildete, wurde Seehofer Bundesminister für Ernährung, Landwirtschaft und Verbraucherschutz. Er wurde am 22. November 2005 in die von Bundeskanzlerin Angela Merkel geführte Bundesregierung berufen.
Er gab sein Amt als Bundesminister zum 27. Oktober 2008 auf, um als bayerischer Ministerpräsident gewählt werden zu können.

### Bayerischer Ministerpräsident (2008 bis 2018)

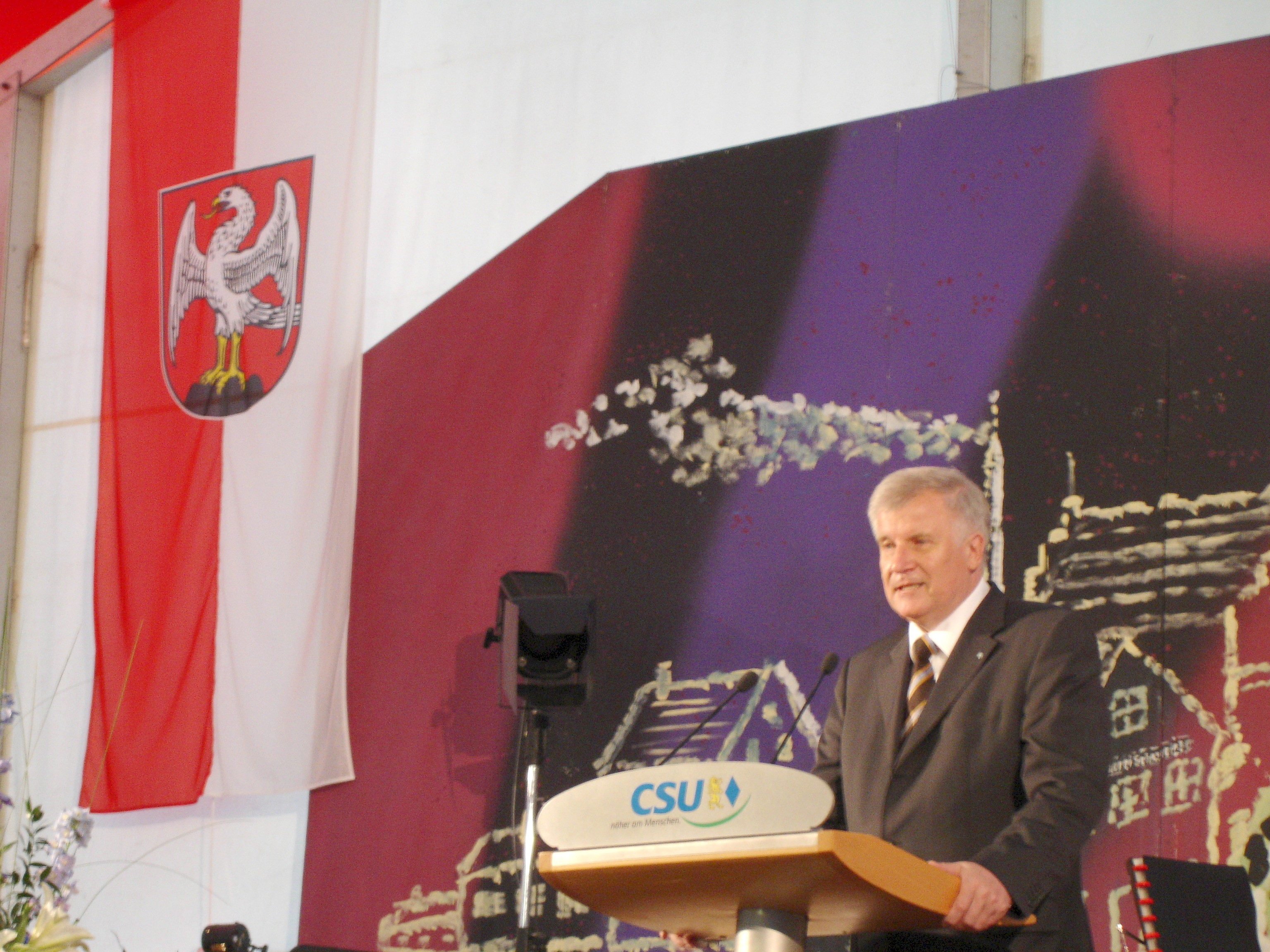
Seehofer als Ministerpräsident in Markt Schwaben (2009)

Nach dem schlechten Abschneiden der CSU bei der Landtagswahl in Bayern 2008 – die CSU verfehlte erstmals seit über vier Jahrzehnten die absolute Mehrheit – und dem darauf folgenden Rückzug des bisherigen Ministerpräsidenten Günther Beckstein wurde Seehofer von der Partei auch für dieses Amt nominiert. Er konnte sich dabei parteiintern gegen Georg Schmid, Thomas Goppel und Joachim Herrmann durchsetzen. Weite Teile der CSU haben dabei gefordert, mit Seehofer wieder Parteivorsitz und Ministerpräsidentenamt in eine Hand zu legen.
Am 27. Oktober 2008 wurde Seehofer vom Bayerischen Landtag zum Ministerpräsidenten des Freistaats Bayern gewählt. Von den 184 anwesenden Abgeordneten stimmten 104 für ihn, das waren vier Stimmen weniger, als die Koalitionsparteien CSU und FDP auf sich vereinten.
Vom 1. November 2011 bis zum 1. November 2012 war Seehofer turnusgemäß Bundesratspräsident. Als dieser übernahm er am 17. Februar 2012 nach dem Rücktritt Christian Wulffs vorübergehend, bis zur Wahl des neuen Bundespräsidenten Joachim Gauck am 18. März 2012, die Amtsgeschäfte des deutschen Staatsoberhaupts.
Anfang Mai 2013 wurde Seehofer zum Spitzenkandidaten der CSU für die Bayerische Landtagswahl am 15. September 2013 gewählt, bei der die CSU die absolute Mehrheit im Landtag zurückeroberte. Seehofer war in seiner ersten Amtszeit als Ministerpräsident kein Landtagsmitglied, gewann aber bei der Landtagswahl 2013 in dem neu geschaffenen Stimmkreis Neuburg-Schrobenhausen mit 61,5 % der abgegebenen Erststimmen das Direktmandat. Am 8. Oktober 2013 wurde er von 100 der 176 Mitglieder des Landtags erneut zum Ministerpräsidenten gewählt.
Nach der Bundestagswahl 2013 war Seehofer maßgeblich mitbeteiligt an der Ausarbeitung des Koalitionsvertrages für den 18. Bundestag zur Bildung einer Großen Koalition.

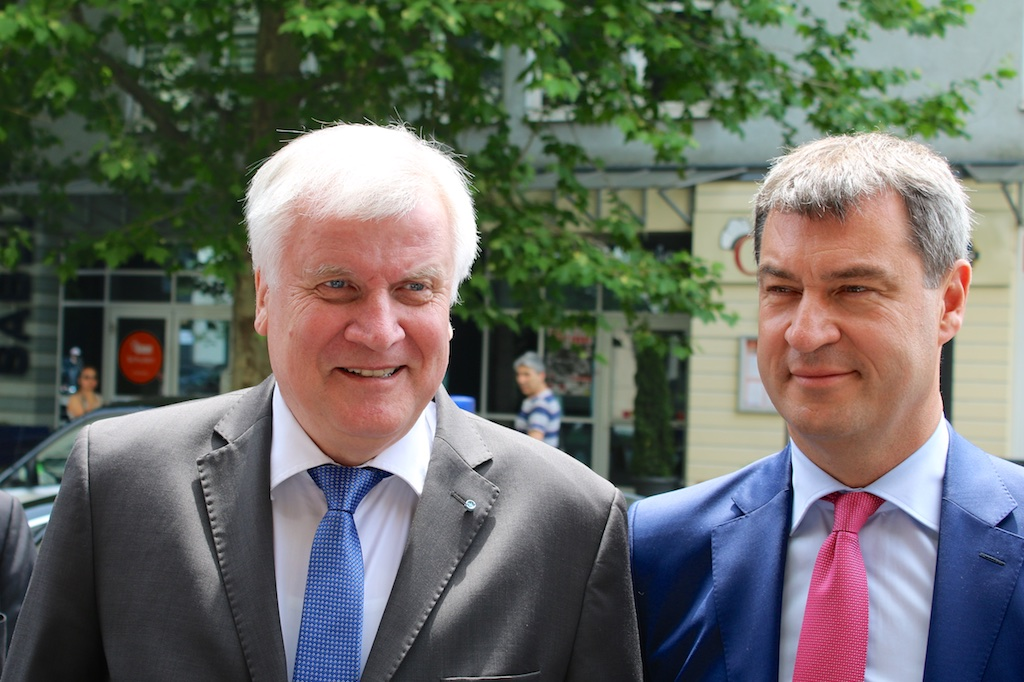
Horst Seehofer mit Markus Söder (2015)

Seehofer äußerte 2015, er wolle zur Landtagswahl in Bayern 2018 nicht mehr als Ministerpräsident kandidieren. Im Oktober 2016 gab er bekannt, eines seiner beiden Ämter (Parteivorsitzender und Ministerpräsident) bereits 2017 abgeben zu wollen, damit der Parteivorsitzende danach wieder in der Bundesregierung in Berlin wirken könnte. Nach der Bundestagswahl 2017 geriet Seehofer in der CSU unter erheblichen parteiinternen Druck. Am 4. Dezember 2017 verkündete er, das Amt des Ministerpräsidenten zu Beginn des Folgejahres niederlegen zu wollen. Die CSU-Landtagsfraktion wählte Markus Söder zum designierten Nachfolger. Seehofer trat am 13. März 2018 als Ministerpräsident zurück, der am Folgetag als Bundesinnenminister ernannt wurde. Seit dem 13. Dezember 2017 war er der dienstälteste Ministerpräsident in Deutschland gewesen.
Sein Landtagsmandat legte er zum 1. Mai 2018 nieder, nachdem er als Minister in die Bundesregierung eingetreten war.

### CSU-Vorsitzender (2008 bis 2019)
Nach dem Rücktritt von Huber als Folge des unerwartet schlechten Abschneidens der CSU bei der Landtagswahl 2008 wurde Seehofer am 25. Oktober 2008 auf einem Sonderparteitag von 90,3 % der Stimmen zum CSU-Vorsitzenden gewählt. Bei der erneuten Kandidatur für den Parteivorsitz am 18. Juli 2009 erhielt Seehofer 88,1 % der Stimmen. Am 8. Oktober 2011 wurde er mit 89,9 % der Stimmen erneut als Parteivorsitzender bestätigt. Sein bestes Ergebnis erzielte Seehofer auf dem Parteitag im November 2013 (95,3 %). Zwei Jahre später erhielt er 87,2 %, bei seiner bisher letzten Bestätigung im Dezember 2017 auf dem Parteitag in Nürnberg 83,7 Prozent. Am 16. November 2018 teilte Seehofer in einer schriftlichen Erklärung mit, dass er den Parteivorsitz am 19. Januar 2019 aufgeben und am selben Tag ein Sonderparteitag über seine Nachfolge entscheiden werde. Auf diesem wurde Markus Söder zum neuen Parteivorsitzenden gewählt, der den Seehofer anschließend zum Ehrenvorsitzender geehrt hat.

### Bundesminister des Innern, für Bau und Heimat (2018 bis 2021)

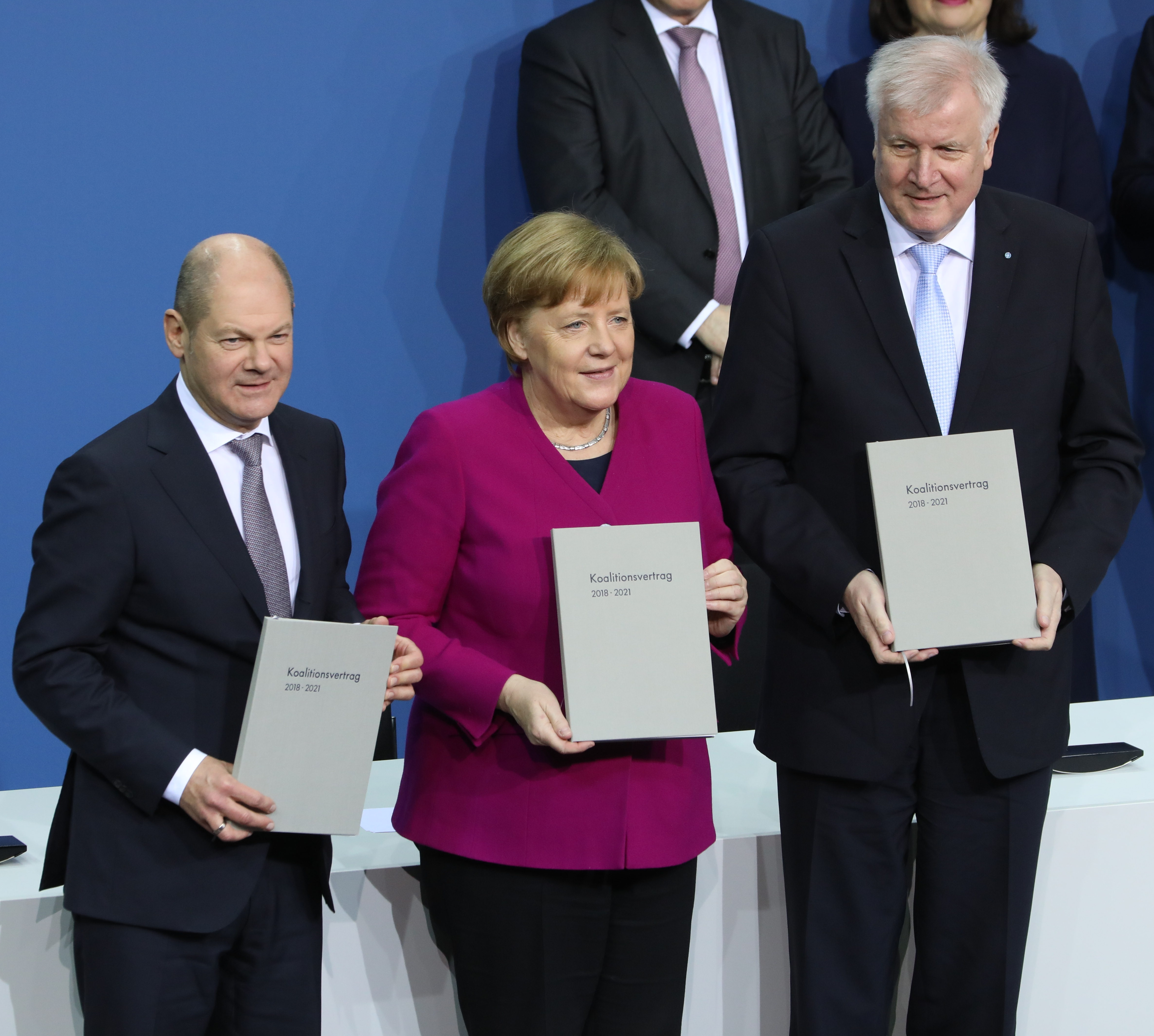
Olaf Scholz (l.), Angela Merkel (m.) und Horst Seehofer (r.) bei der Unterzeichnung des Koalitionsvertrages (2018)

Für das Kabinett Merkel IV wurde Horst Seehofer am 14. März 2018 zum Bundesminister des Innern, für Bau und Heimat ernannt und hatte dieses Amt bis zum Abtritt des Kabinetts am 8. Dezember 2021 inne.
Sein Verhältnis zu Merkel war von Bewunderung und Abneigung geprägt; im Zusammenspiel von Merkels Führungsstil der kleinen Schritte mit großer Kompromissbereitschaft wurde dies von der Öffentlichkeit zeitweise als Regierungskrise wahrgenommen. Er stand mit Rücktrittsforderungen im November 2018 erheblich unter Druck.
Mit über zwölf Amtsjahren war Horst Seehofer der dienstälteste amtierende Bundesminister in der letzten Bundesregierung unter Angela Merkel.

### Weiteres Engagement
Vom 23. April 2005 bis 22. November 2005 war er Vorsitzender des Sozialverband VdK Bayern und konnte 20.000 neue Mitglieder hinzugewinnen. Mit seiner Ernennung zum Bundesminister für Verbraucherschutz, Ernährung und Landwirtschaft musste Seehofer sein Amt niederlegen. Das Bundesministergesetz lässt eine derartige Doppelfunktion nicht zu.
Seehofer war bis zum 27. Oktober 2008 Mitglied im Verwaltungsrat der Landwirtschaftlichen Rentenbank.
Als Vertreter der Länder war Seehofer vom 28. Oktober 2010 bis zu seinem Rücktritt als Ministerpräsident am 13. März 2018 Mitglied im Verwaltungsrat des ZDF.
Seit dem 24. Oktober 2024 ist Seehofer Vorsitzender des Stiftungsrats der Katholischen Universität Eichstätt-Ingolstadt.

## Politische Positionen, Kontroversen und Kritik

### Sexualstrafrecht
Seehofer hat im Jahr 1997 im Deutschen Bundestag gegen die Verschärfung der Strafbarkeit von Vergewaltigung in der Ehe gestimmt.

### Sozialpolitik
Über viele Jahre galt Seehofer als wichtiger Sozialpolitiker der Unionsfraktion. 2004 stellte er sich deutlich gegen die Ansichten der Parteimehrheit und trat als scharfer Kritiker des von CDU und CSU präsentierten Gesundheitskompromisses der Union auf. Einige warfen ihm daraufhin das Festhalten an einer Art Umverteilungspolitik vor, die in Teilen eher einer sozialdemokratischen Linie entspreche. Als Verbandsfunktionär im Sozialverband VdK stand er in einigen Aspekten der Sozialpolitik deutlich gegen die Unionslinie. Seehofer lehnte im März 2005 (ein halbes Jahr vor der Bundestagswahl 2005) die Hartz-IV-Reform als wirkungslos ab.

### Flüchtlings- und Integrationsdebatte

#### Zuwanderung
In der Integrationsdebatte 2010 sprach sich Seehofer gegen eine Zuwanderung von außerhalb der EU aus, solange nicht alle Möglichkeiten zur Rekrutierung von Fachkräften aus der Europäischen Union ausgenutzt seien. Zuerst müsse versucht werden, die Arbeitslosen hier wieder einzustellen. Ein prognostizierter Fachkräftemangel könne „kein Freibrief für ungesteuerte Zuwanderung sein.“ Die bereits im Land befindlichen Ausländer sollten „qualifiziert und integriert“ werden. Deutschland könne, so Seehofer, nicht das „Sozialamt“ für die ganze Welt sein.
So sagte er am politischen Aschermittwoch der CSU im März 2011, er wolle sich „bis zur letzten Patrone“ gegen die Zuwanderung in deutsche Sozialsysteme wehren.
Im Dezember 2013 verteidigte Seehofer einen Vorschlag der Berliner Bundesgruppe der CSU zur Beschränkung von Sozialleistungen für bestimmte Gruppen von Immigranten unter dem Motto „Wer betrügt, der fliegt“.
In der Flüchtlingskrise forderte Seehofer im September 2015 von Angela Merkel ein Signal zur Begrenzung der Zuwanderung. Die Aufnahmemöglichkeiten für Flüchtlinge seien begrenzt. Seit dem Jahreswechsel 2015/16 fordert er beharrlich eine „Obergrenze“ von 200.000 Personen, was von der Bundeskanzlerin ebenso beharrlich abgelehnt wurde („Es gibt keine Obergrenze“). Seehofer dankte Bundespräsident Joachim Gauck, der bereits die beschränkten Aufnahmekapazitäten angesprochen habe. Als Reaktion auf Merkels Entscheidung im September 2015, Flüchtlinge aus Ungarn nach Deutschland fahren zu lassen, erklärte Seehofer: „Das war ein Fehler, der uns noch lange beschäftigen wird. Ich sehe keine Möglichkeit, den Stöpsel wieder auf die Flasche zu kriegen.“
Als Bundesinnenminister löste Seehofer mit der in einem Interview mit der Bild-Zeitung getroffenen Feststellung, der Islam gehöre nicht zu Deutschland, gleich zu Amtsantritt eine Debatte aus. Er begründete seine Aussage mit der historischen Prägung Deutschlands durch das Christentum, betonte jedoch gleichzeitig, dass die in Deutschland lebenden Muslime selbstverständlich zu Deutschland gehörten, und kündigte an, erneut eine Islamkonferenz einzuberufen. „Muslime müssen mit uns leben, nicht neben oder gegen uns. Um das zu erreichen, brauchen wir gegenseitiges Verständnis und Rücksichtnahme. Das erreicht man nur, wenn man miteinander spricht“, so der Innenminister. Seehofers Äußerungen stießen auf Widerspruch sowohl von Oppositionspolitikern als auch innerhalb der CDU, so argumentierte Bundeskanzlerin Angela Merkel, mit den in Deutschland lebenden Muslimen gehöre auch deren Religion zu Deutschland. Die spätere CDU-Vorsitzende Annegret Kramp-Karrenbauer schloss sich dieser Einschätzung an und verwies auf die grundgesetzlich garantierte Religionsfreiheit. Der Bayerische Ministerpräsident Markus Söder bestätigte Seehofers Aussagen dahingehend, dass der Islam kulturgeschichtlich nicht zu Deutschland gehöre. Unterstützung erhielt Seehofer auch von einigen Politikern der CDU und SPD. Der brandenburgische Ministerpräsident Dietmar Woidke erklärte dem rbb gegenüber: „Dass der politische Islam keine Leitkultur in Deutschland sein kann, ist, glaube ich, jedem klar.“ Was Seehofer gemeint habe, sei vor allen Dingen, dass Geflüchtete nicht erwarten könnten, dass Einheimische sich ihren Verhaltensweisen anpassten. „Und dieses klarzustellen, bin ich dem Bundesinnenminister sehr dankbar.“ Ähnlich äußerte sich die Abgeordnete Kerstin Kircheis, sie gehe davon aus, dass Seehofer mit seinem Satz den politischen Islam ansprechen wollte, welcher generell nicht zu Deutschland gehöre. Es habe lange ein friedliches Miteinander der Religionen gegeben, dies habe sich jedoch inzwischen geändert. Sie verwies diesbezüglich auf die wiederholten Auseinandersetzungen in Cottbus. Seehofer stellte weiterhin bis zum Herbst 2018 die Einrichtung zentraler Aufnahmestellen – sogenannter Ankerzentren – in Aussicht, in denen Asylbewerber nach ihrer Ankunft untergebracht werden sollten, bis über ihren Antrag entschieden ist.

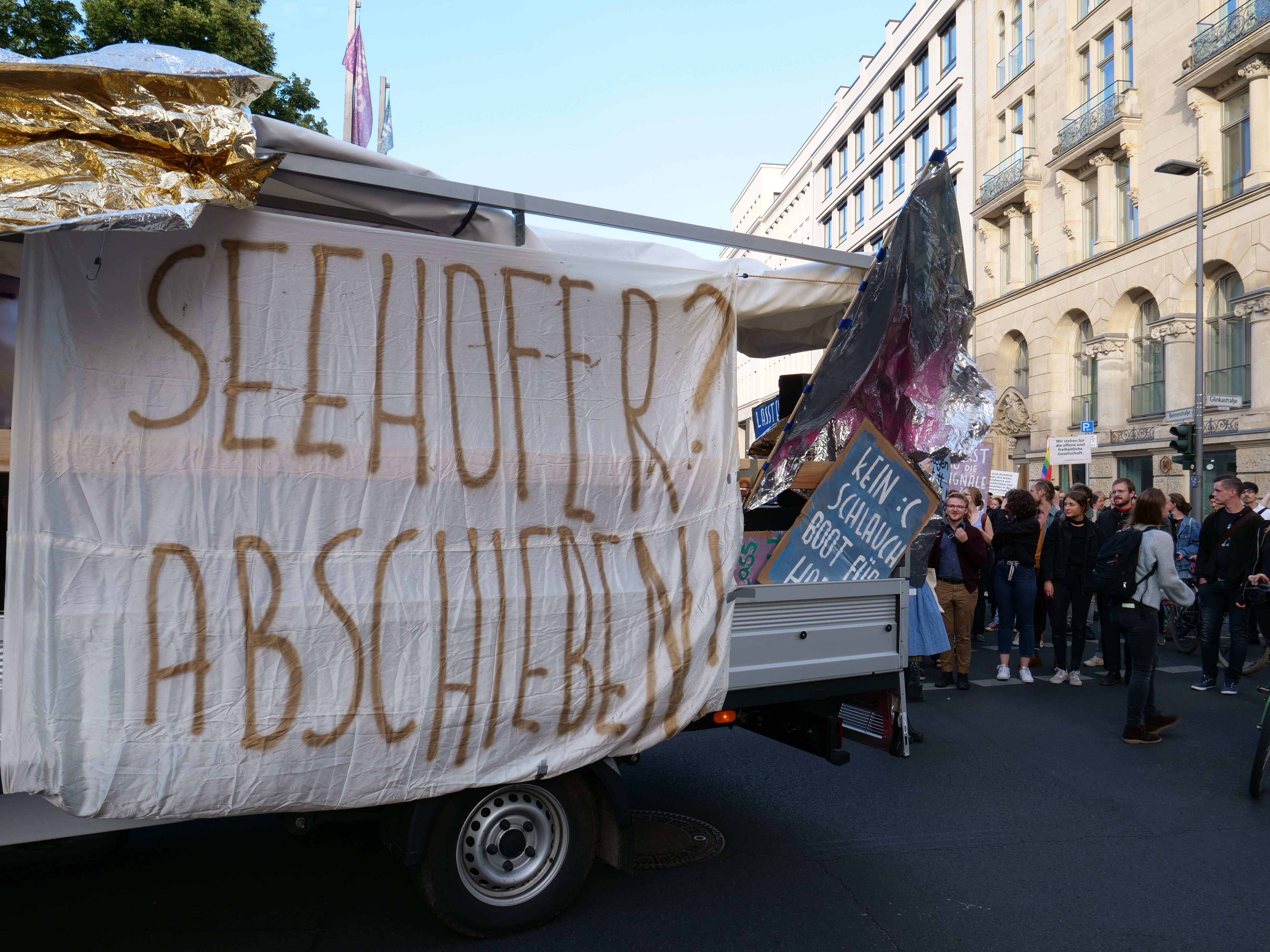
„Seehofer? Abschieben!“, Demonstration der Hedonistischen Internationale gegen Seehofers Asyl- und Migrationspolitik (2018)

Für den 12. Juni 2018 hatte Seehofer ursprünglich geplant, seinen Masterplan Migration mit 63 Punkten für die zukünftige Asylpolitik der deutschen Bundesregierung vorzulegen. Stattdessen erwuchs daraus ein Streit zwischen der CDU und der CSU, in dem die CSU drohte, in einem Alleingang die Grenzen zu schließen, sollte auf dem EU-Gipfel am 28. und 29. Juni keine entsprechenden bilateralen Vereinbarungen mit den EU-Partnern zustande kommen. Kanzlerin Merkel verwies für diesen Fall auf ihre Richtlinienkompetenz.
Am 2. Juli 2018 kündigte Seehofer während einer Sitzung der erweiterten CSU-Parteiführung überraschend an, den Parteivorsitz und sein Ministeramt in Berlin aufzugeben. Am nächsten Tag erklärte er hingegen, seine politische Zukunft vom Einlenken der CDU im Asylstreit abhängig zu machen. Seinen Masterplan stellte er letztlich mit vier Wochen Verspätung im Juli vor.
Anfang September 2018, nach den Ausschreitungen in Chemnitz, sagte Seehofer, die Migrationsfrage sei „die Mutter aller politischen Probleme in unserem Land“. Der Germanist Heinrich Detering kritisierte, dass der Satz besage, es gäbe keine politischen Probleme mehr, wenn es die „Migrationsfrage“ nicht gäbe. Dieser Singular suggeriere auch, „dass es nur genau eine Antwort gebe“. Einen Satz wie „Migranten raus!“ benutze Seehofer dabei nicht, das bleibe „den Sprechchören auf der Straße überlassen“.

#### Asyl und Ausreisepflichtige
Bei einer Pressekonferenz zur Vorstellung des genannten Plans verwies er 2018, nach Vollzugsdefiziten in der Praxis von Abschiebungen gefragt, auf eine Sammelabschiebung nach Afghanistan:

„Ausgerechnet an meinem 69. Geburtstag sind 69 – das war von mir nicht so bestellt – Personen nach Afghanistan zurückgeführt worden. Das liegt weit über dem, was bisher üblich war.“

Bei dieser Sammelabschiebung war die Politik erstmals davon abgewichen, nur Straftäter, Gefährder oder Identitätsverweigerer abzuschieben. Seehofers Äußerungen lösten, wie Die Zeit berichtete, „sofort einen Sturm der Entrüstung aus. Dieser gewann einen Tag später noch an Heftigkeit, als bekannt wurde, dass sich einer der 69 Männer in Kabul erhängt hatte.“ In diesem Zusammenhang wurden Forderungen nach seinem Rücktritt laut, welche Seehofer zurückwies. Seehofer bedauerte den Suizid des Asylbewerbers, von dem er erst zu einem späteren Zeitpunkt erfahren habe. Er führte weiter aus, dass der Bund zwar die Abschiebungen organisiere, die Auswahl der Abzuschiebenden aber nicht durch das Bundesinnenministerium, sondern durch die Länder vorgenommen werde, und widersprach ausdrücklich Unterstellungen, sich ein „Geburtstagsgeschenk“ gemacht zu haben. Beim Betreffenden handelte es sich um einen Asylbewerber, der acht Jahre in Hamburg gelebt hatte, dessen Asylantrag rechtskräftig abgelehnt worden war und der unter anderem wegen versuchter gefährlicher Körperverletzung, Diebstahl und Drogenbesitzes in Deutschland verurteilt worden war. Weitere Strafanzeigen wegen Raubs, Diebstahls, gefährlicher Körperverletzung und Drogenbesitzes waren in Deutschland anhängig.
Seehofer setzte sich mehrmals für Verschärfungen der Asylgesetze ein. Im November 2018 stimmte der Bundestag einem Gesetzesentwurf Seehofers zu, anerkannte Asylbewerber künftig bei Widerrufs- und Rücknahmeverfahren zur Mitwirkung zu verpflichten. Das Bundesamt für Migration und Flüchtlinge wurde dadurch in die Lage versetzt, Betroffene mit den Mitteln des Verwaltungszwangs zur Erfüllung von Mitwirkungspflichten anzuhalten. Es sei, so Seehofer, „niemandem zu erklären“, dass eine Überprüfung des Schutzbedarfs ins Leere laufe, weil die betreffende Person zu einem festgesetzten Termin beim Bamf nicht erscheinen müsse. Im Dezember desselben Jahres schlug Seehofer ein Maßnahmenpaket vor, das die Abschiebung ausreisepflichtiger und straffällig gewordener Ausländer beschleunigen sollte. Hierzu waren eine Ausweitung der Abschiebehaft und Ausreisegewahrsam, sowie die Einführung einer „erweiterten Vorbereitungshaft“ vorgesehen bei Personen, die das Abschiebungsverfahren „umgehen oder behindern“, etwa bei verweigerter oder falscher Angabe ihrer Identität. Der SPD-Abgeordnete Burkhard Lischka erklärte, dass die vorgesehene Unterbringung von Abschiebehäftlingen in normalen Gefängnissen rechtlich nicht möglich sei, auch Bundesjustizministerin Katarina Barley lehnte eine Aufhebung der Trennung zwischen Abschiebe- und Strafhaft ab. Die getrennte Unterbringung war 2014 durch den Europäischen Gerichtshof vorgeschrieben worden. Der CDU-Innenpolitiker Armin Schuster unterstützte den Vorstoß mit der Begründung, es sei „sinnvoller, erst die vorhandenen Kapazitäten zu nutzen, als neue Anstalten zu bauen.“ Aufgrund der Schließung entsprechender Einrichtungen seien diese in Ländern wie Berlin und Brandenburg gar nicht mehr vorhanden, bundesweit stünden insgesamt nur 420 Abschiebehaftplätze zur Verfügung. Faktisch sei jede dritte Abschiebung nicht erfolgt, weil die Zielperson nicht auffindbar sei. Der nordrhein-westfälische Integrationsminister Joachim Stamp bestätigte sowohl die Notwendigkeit der Schaffung neuer Abschiebehaftplätze als auch den Widerspruch der bestehenden Pläne zur Rechtsprechung des EuGH, hielt aber Sonderregelungen für besonders gefährliche Personen und für einen bestimmten Zeitrahmen für denkbar. Abschiebungen nach Syrien schloss Seehofer infolge der dortigen Sicherheitslage weiterhin aus. Im April 2019 sagte Seehofer in einem Interview mit der Neuen Zürcher Zeitung, er sei „erst zufrieden, wenn wir mehr Abschiebungen durchführen als abgebrochen werden müssen“. Im selben Jahr äußerte Seehofer in Bezug auf die Seenotrettung, es sei „unglaublich, dass man sich als Bundesinnenminister für die Rettung von Menschen vor dem Ertrinken rechtfertigen“ müsse. Im Jahr 2020 drängte Seehofer allerdings darauf, die Seenotrettung durch deutsche Organisationen einzuschränken.

### Volksentscheide
Seehofer gilt als Befürworter der Einführung von Volksentscheiden auf Bundesebene, auch für große Fragen wie einer Änderung des Grundgesetzes oder der Europapolitik. Ihm fehle jegliches Verständnis dafür, wie man an diesem Instrument zweifeln könne, da es durch das Angebot der Mitgestaltung Vertrauen in der Bevölkerung schaffen würde. Es sei fatal, den Eindruck zu erwecken, die Bürger störten beim Regieren. Besonders ärgere ihn, wenn nach Abstimmungen mit der angeblichen Unmündigkeit der Bürger argumentiert werde.

### Energieversorgung

#### Kernkraft
Seehofer erklärte im Juli 2010, er befürworte eine unbegrenzte Laufzeitverlängerung für die 17 deutschen Kernkraftwerke. Ausschließlich die Sicherheit des einzelnen Kernreaktors solle Richtschnur für zukünftige Laufzeiten sein. Zusätzliche Belastungen für Stromkonzerne lehnte er ausdrücklich ab.
Nach der Nuklearkatastrophe von Fukushima 2011 folgte Seehofer der neuen Linie der Union und sprach sich für die sofortige Abschaltung der ältesten Kernkraftwerke und einen schnellstmöglichen Ausstieg aus der Kernenergie aus. Daraufhin wurde Bayerns ältestem Kernkraftwerk Isar 1 im Sommer 2011 die Betriebserlaubnis entzogen, zusammen mit sieben weiteren in anderen Bundesländern.

#### Erneuerbare Energien
Anfang Juni 2013 traf Seehofer auf Initiative des Innenstaatssekretärs Gerhard Eck (CSU) die Vertreter unterfränkischer Bürgerinitiativen gegen Windkraft. Nach Medienberichten führten deren Befürchtungen einer „Verspargelung der Landschaft“ durch den Ausbau der Windenergie zu einer politischen Initiative Seehofers. Er erklärte: „Ich bin nicht bereit, als bayerischer Ministerpräsident in die Geschichte einzugehen, der für die Landschaftszerstörung unserer schönen Heimat verantwortlich war.“
Mitte Juni 2013 verständigte sich das bayerische Kabinett auf Drängen Seehofers auf eine Bundesratsinitiative zur Windenergie. Diese sieht vor, durch eine Änderung des Bundesbaugesetzes die Definition des Mindestabstandes zwischen Wohnsiedlungen und Windrädern zukünftig den einzelnen Ländern freizustellen. Seehofer beabsichtigt, diesen Mindestabstand deutlich zu vergrößern, um so Windkraftgegnern entgegenzukommen, die eine Zerstörung des Landschaftsbildes durch Windkraftanlagen befürchten. Während der Verstoß Seehofers innerparteilich sehr unterschiedlich aufgenommen wurde, stieß er seitens der Windkraftbranche, Experten und Umweltverbände auf entschiedene Ablehnung. Angeführt wurden hierbei insbesondere die Auswirkungen auf den zukünftigen Ausbau der Windenergie und die sich aus dem Vorschlag ergebende angebliche Gefahr einer Erhöhung des Strompreises.
Als Ministerpräsident setzte er 2014 in Bayern die 10H-Regelung in Kraft, die besagt, dass beim Bau von Windkraftanlagen ein Mindestabstand vom Zehnfachen ihrer Höhe zu Wohngebäuden oder bebauten Ortsteilen einzuhalten ist. Bis dahin, so kritisierte seine Partei, hatten weder Bürger noch Kommunen aufgrund der unbeschränkten Privilegierung ein Mitspracherecht. Nachdem Grüne und SPD deswegen vor dem Verfassungsgerichtshof Klage einlegten, entschied dieser, dass die 10H-Regelung rechtens sei.

#### Stromtrassen
Seehofer lehnte den geplanten Bau von zwei Stromtrassen in Bayern ab, obwohl er im Vorfeld diesen Projekten seine Zustimmung gegeben hatte. Die beiden Stromtrassen sollen Windstrom von der Nord- und Ostsee in den stark industrialisierten Süden Deutschlands bringen. Nach langen Verhandlungen konnte Seehofer zwar deren Bau nicht verhindern, jedoch durchsetzen, dass die Leitungen komplett unterirdisch verlegt werden.

### Außenpolitik

#### EU

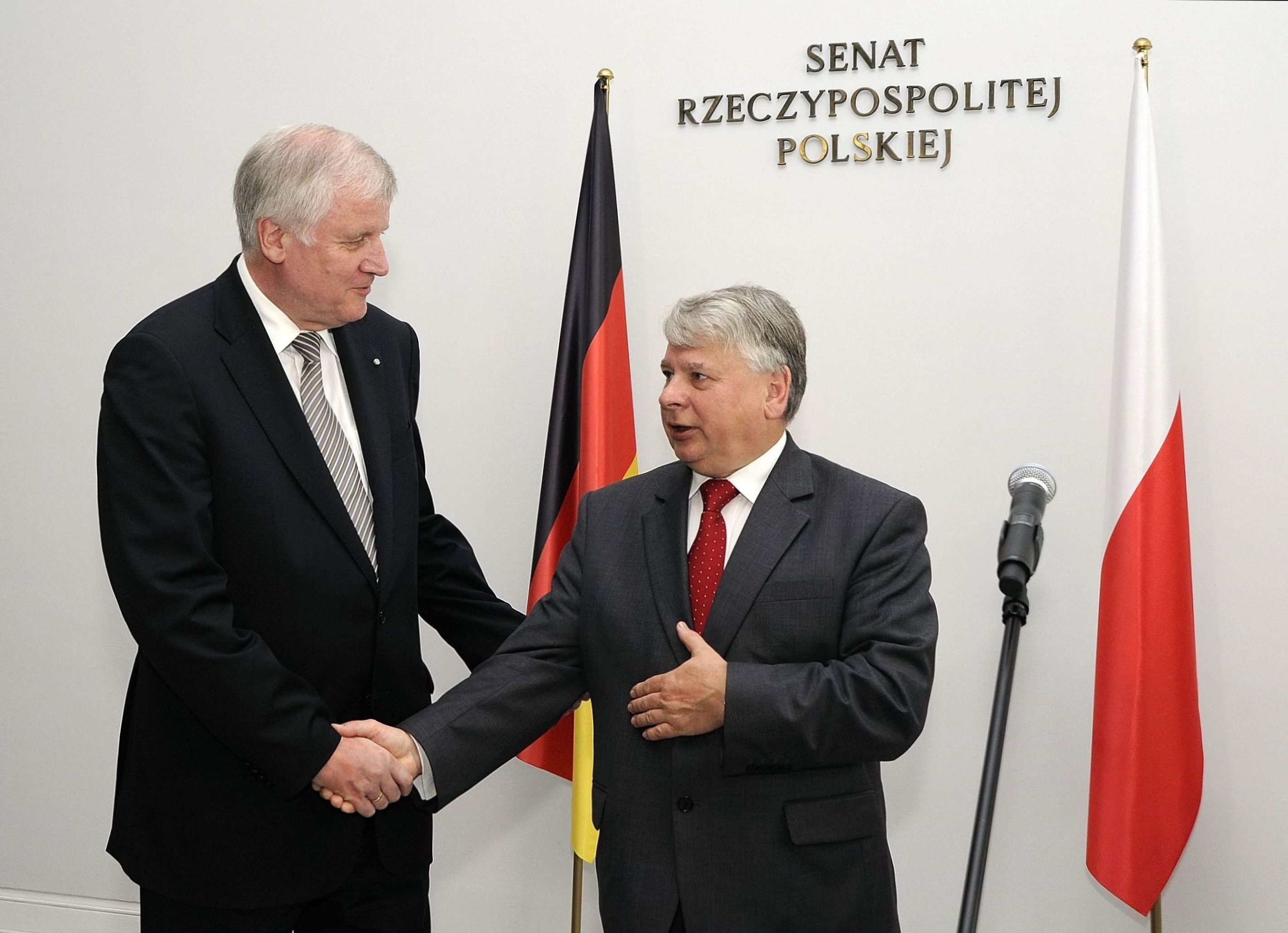
Horst Seehofer und Bogdan Borusewicz (2012)

2013 schlug Seehofer vor, die Zahl der EU-Kommissare zu halbieren, da diese „irrwitzige Aktivitäten“ entfalten würden.
Als erster bayerischer Ministerpräsident besuchte Seehofer im Dezember 2010 offiziell die Tschechische Republik. Die Beziehungen waren seit der Vertreibung der Sudetendeutschen nach dem Zweiten Weltkrieg angespannt. Bayern nahm damals den Großteil der Sudetendeutschen auf. Der Freistaat und die CSU sehen sich daher als ihre Interessenvertreter. Am 4. Dezember 2014 eröffnete der bayerische Ministerpräsident Horst Seehofer in Anwesenheit des tschechischen Ministerpräsidenten Bohuslav Sobotka die Repräsentanz des Freistaats Bayern in der Tschechischen Republik. In seiner Rede würdigte Seehofer die Errichtung einer bayerischen Repräsentanz in Tschechien als Symbol für die gewachsene Freundschaft zwischen Bayern und Tschechien und für ein gemeinsames Europa. Die bayerische Repräsentanz soll ein Ort sein für Dialog, Freundschaft und Miteinander.
Seehofer pflegt gute Beziehungen zu Ungarn, so traf er sich mehrmals mit dem ungarischen Ministerpräsidenten Viktor Orbán. Die Opposition kritisierte dies unter anderem wegen Orbáns Flüchtlingspolitik. 2019 sagte Seehofer, er sei „nicht bereit, Orbán als Demokraten infrage zu stellen“.

#### Welt
Bei seinem Besuch in Israel erklärte er, Deutschland stehe an der Seite Israels, jedoch werde ein militärischer Angriff auf den Iran abgelehnt.
Als US-Präsident Barack Obama einen Militäreinsatz im Bürgerkrieg in Syrien anordnete, zeigte Seehofer Verständnis. Er schloss allerdings die Beteiligung deutscher Soldaten aus.
Grüne und SPD kritisierten die Aussagen Seehofers in Moskau 2016 und seine Haltung zu den Sanktionen sowie die fragwürdige Darstellung derer Auswirkungen auf Bayern. Die Reise sei ein Affront gegenüber der Kanzlerin gewesen. Putin spiele bei Profilierungsversuchen immer gerne mit, wenn er damit jemandem anderen schaden könne.

### Netzpolitik
In der netzpolitischen Debatte um Vorratsdatenspeicherung und Internetsperren sprach sich Seehofer gegen die Sperren, aber für die Vorratsdatenspeicherung aus. Internetsperren seien kein tauglicher Weg zur Bekämpfung der Kinderpornographie. Die Klärung schwerster Verbrechen ist laut Seehofer z. T. nur mit Hilfe auf Vorrat gespeicherter Telekommunikationsdaten möglich. Um die Sicherheit der Bevölkerung zu wahren, sei die Vorratsdatenspeicherung wichtig.
Seehofer sorgte 2013 für Streit in der Union, als er seine Meinung zur Vorratsdatenspeicherung änderte. Er „entdeckte Datenschutz und Bürgerrechte für seine Partei als Schwerpunkt“ und lobte die Bundesjustizministerin Sabine Leutheusser-Schnarrenberger.

### AIDS-Kranke
Seehofer geriet als Bundestagsabgeordneter in die Kritik, als er 1987 das Bundesseuchengesetz auf AIDS-Kranke anwenden wollte. Er forderte, Infizierte „in speziellen Heimen zu konzentrieren“.
Er begründete dies damit, dass die Pflege der AIDS-Patienten in teuren Krankenhäusern auf Dauer gar nicht zu finanzieren sei.
Das in diesem Zusammenhang von Peter Gauweiler erarbeitete Gesetz wurde allgemein als unangemessen angesehen, sodass die Bundesratsinitiative Bayerns auf den Widerspruch aller anderen zehn Länder stieß und mit überwältigender Mehrheit abgelehnt wurde.
2012 bezeichnete er diese Haltung als zwischenzeitlich überholt.

### Coronakrise
Seehofer setzte während der Coronakrise auf strikte Maßnahmen wie Grenzkontrollen und Einreisebeschränkungen. Im März 2020 schätzte er die Lage als „Horror“ ein und war bestrebt, „diesen Horror ganz offen kommunizieren“. Er forderte im Dezember 2020 einen sofortigen Lockdown, um die steigenden Infektionszahlen in den Griff zu bekommen und warnte davor, mit strengeren Maßnahmen bis nach Weihnachten zu warten. Seehofer unterstützte den Einsatz von Bundespolizeibeamten zur Kontrolle der Corona-Regeln in Großstädten, Hotspots und an den Grenzen. Rückblickend räumte er ein, dass einige getroffene Entscheidungen, wie nächtliche Ausgangssperren, aus im Nachhinein betrachtet wenig wirksam waren.

### Verkehrspolitik
Im Gegensatz zur CDU befürwortet Seehofer eine PKW-Maut. Bei der Einführung sollen nur ausländische Autofahrer belastet werden. Bei inländischen soll zum Beispiel die Maut mit der Kraftfahrzeugsteuer verrechnet werden. Der Erlös soll für den Straßenbau eingesetzt werden. Der ADAC kritisiert die Haltung Seehofers deutlich.
Die Europäische Union hat 2016 vor dem Europäischen Gerichtshof dagegen Klage erhoben.

### Medien
2018 sagte Seehofer in einem Interview mit dem Donaukurier, die Medien seien in einer „Krise“. Man rede „immer über die Gefahr russischer Einflussnahme über Fake News“. Man müsse jedoch „nicht nach Russland schauen“, denn „die meisten Fake News“ würden „in Deutschland produziert, von Medien wie Politikern“. Darauf schrieb der Journalistik-Professor Klaus Meier in derselben Zeitung, Seehofer reihe sich mit dieser Behauptung „ein zu Donald Trump, AfD, Pegida – und eine Reihe von Regierungen und Politikern in Europa, die mit ‚alternativen Fakten‘ Propaganda betreiben und gegen Journalisten hetzen“.

## Kabinette
- Kabinett Kohl IV, Bundesminister für Gesundheit, 1992–1994
- Kabinett Kohl V, Bundesminister für Gesundheit, 1994–1998
- Kabinett Merkel I, Bundesminister für Ernährung, Landwirtschaft und Verbraucherschutz, 2005–2008
- Kabinett Seehofer I, Bayerischer Ministerpräsident, 2008–2013
- Kabinett Seehofer II, Bayerischer Ministerpräsident, 2013–2018
- Kabinett Merkel IV, Bundesminister des Innern, Heimat und Bau, 2018–2021

## Ehrungen und Auszeichnungen
- 1989: Bayerische Staatsmedaille für soziale Verdienste
- 1996: Großes Verdienstkreuz der Bundesrepublik Deutschland
- Bayerischer Verdienstorden
- Am 12. Juni 2008 wurde Seehofer anlässlich seines Besuches auf der AGRO in Kiew die Ehrendoktorwürde der Nationalen Agraruniversität der Ukraine verliehen.[117]
- 2009: Großkreuz des portugiesischen Verdienstordens
- 25. Januar 2010: Bayerische Verfassungsmedaille in Gold
- 29. April 2010: Ehrenprofessur der Universität von Qingdao[118]
- 19. Mai 2013: Europäischer Karlspreis der Sudetendeutschen Landsmannschaft
- 2. Juni 2013: Großkreuz des Ordens des Sterns von Italien
- 2014: Karl-Valentin-Orden[119]
- 2016: Bayrischer Bier-Orden[120]
- 1. März 2019: Ehrenbürger der Stadt Augsburg
- 10. Januar 2020: Ehrenbürger der Stadt Buchloe[121]
- 2023: Großes Bundesverdienstkreuz mit Stern und Schulterband[122]
- 21. Juli 2025: Ehrendoktorwürde der medizinischen Fakultät der Universität Augsburg